# Gottfried Luze
Gottfried Luze (* 13. November 1857 in Wulzeshofen; † 21. Oktober 1940 in Wien-Hernals) war ein österreichischer Entomologe, Käfersammler und Bürgerschul-Oberlehrer.

## Leben und Wirken
Zusammen mit seinem Freund und Koleopterologen Maximilian Bernhauer (1866–1946) sammelte und beschrieb Luze mehrere Käferarten, vor allem aus Kärnten, den Krainer Alpen und dem Altvatergebirge. Hauptsächlich widmete er sich dabei der Käferfamilie der Kurzflügler (Staphylinidae Latreille 1802), in der er 169 Arten und 10 Gattungen beschrieb. Auf diesem Gebiet arbeitete er sich zu einem Spezialisten heraus. Insbesondere der Gattung Tachinus (Gravenhorst 1802) schenkte er viel Aufmerksamkeit. In seinen Arbeiten hatte Luze die Systematik der bis dahin bekannten und der neu entdeckten Arten dieser Gattung komplett revidiert. Bernhauer widmete ihm die 1901 erstbeschriebene Art dieser Gattung, Tachinus luzei (Bernhauer 1901).
Luze wird in den Wiener Adressbüchern seit 1888 geführt und verbrachte offenbar die meiste Zeit seines Lebens in Wien. Seine erste von 34 Arbeiten veröffentlichte er 1900. Das Erscheinen seiner Artikel endete 1911 abrupt mit der Veröffentlichung einer Erstbeschreibung von Philonthus (Rabigus) auropilosus (Luze 1912). Fast alle seine Arbeiten erschienen in den Verhandlungen der kaiserlich königlichen zoologisch-botanischen Gesellschaft in Wien. Ein einziger Aufsatz, der sich nicht mit den Kurzflüglern beschäftigte, wurde in der Berliner Entomologischen Zeitschrift (1902) veröffentlicht. In einigen seiner Arbeiten dankte Luze vielen der zeitgenössischen Wiener und österreichischen Koleopterologen, einschließlich Bernhauer, mit dem er fachlich und freundschaftlich eng verbunden war. Luze war Mitglied der kaiserlich königlichen zoologisch-botanischen Gesellschaft in Wien.

## Dedikationsnamen
- Dichotrachelus luzei (Ganglbauer 1896)[8]
- Tachinus luzei (Bernhauer 1901)[2]

## Werke (Auszug)
- Revision der europäischen und sibirischen Arten der Staphyliniden-Gattung Tachinus Grav. In: Verhandlungen der kaiserlich-königlichen zoologisch-botanischen Gesellschaft in Wien. Jg. 50, 1900, ISSN 0084-5647, S. 475–508 (Online [PDF; 7,9 MB]).
- Revision der europäischen und sibirischen Arten der Staphyliniden-Gattungen Tachyporus Grav. und Lamprinus Heer. In: Verhandlungen der kaiserlich-königlichen zoologisch-botanischen Gesellschaft in Wien. Jg. 51, 1901, ISSN 0084-5647, S. 146–185 (Online [PDF; 9,3 MB]).
- Eine neue Art der Staphyliniden-Gattung Tachinus Grav. aus dem Altai-Gebirge. In: Verhandlungen der kaiserlich-königlichen zoologisch-botanischen Gesellschaft in Wien. Jg. 51, 1901, ISSN 0084-5647, S. 389 f. (Online [PDF; 1,9 MB]).
- Eine neue Art der Staphyliniden-Gattung Tachinus Grav. aus Norwegen. In: Verhandlungen der kaiserlich-königlichen zoologisch-botanischen Gesellschaft in Wien. Jg. 51, 1901, ISSN 0084-5647, S. 614 f. (Online [PDF; 472 kB]).
- Bolitobiini. Revision der paläarktischen Arten der Staphyliniden-Gattungen Bryocharis Boisd. et Lac., Bolitobius Mannh., Bryoporus Kraatz und Mycetoporus Mannh. In: Verhandlungen der kaiserlich-königlichen zoologisch-botanischen Gesellschaft in Wien. Jg. 51, 1901, ISSN 0084-5647, S. 662–746 (Online [PDF; 19,1 MB]).
- Die Metamorphose von Cantharis abdominalis Fabr. In: Berliner Entomologische Zeitschrift. Band 47, Nr. 3/4, 1902, ISSN 0323-6145, S. 239–242.
- Die Staphyliniden-Gattung Dictyon Fauv. und Revision der paläarktischen Arten der Gattung Conosoma Kraatz. In: Verhandlungen der k. k. zoologisch-botanischen Gesellschaft in Wien. Jg. 52, Nr. 1, 1902, ISSN 0084-5647, S. 17–39 (Online [PDF; 5,6 MB]).
- Eine neue Art der Staphyliniden-Gattung Bolitobius Mannh. aus Sibirien. In: Verhandlungen der k. k. zoologisch-botanischen Gesellschaft in Wien. Jg. 52, Nr. 2, 1902, ISSN 0084-5647, S. 110 f. (Online [PDF; 400 kB]).
- Eine Frage zur Erörterung. In: Verhandlungen der k. k. zoologisch-botanischen Gesellschaft in Wien. Jg. 52, Nr. 2, 1902, ISSN 0084-5647, S. 112 f. (biodiversitylibrary.org).
- Eine neue Art der Staphyliniden-Gattung Conosoma Kraatz aus dem Caucasus. In: Verhandlungen der k. k. zoologisch-botanischen Gesellschaft in Wien. Jg. 52, Nr. 3, 1902, ISSN 0084-5647, S. 168 (Online [PDF; 410 kB]).
- Revision der paläarktischen Arten der Staphyliniden-Gattungen Hypocyptus Mannh., Typhlocyptus Saulcy, Coproporus Kraatz und Leucoparyphus Kraatz. In: Verhandlungen der k. k. zoologisch-botanischen Gesellschaft in Wien. Jg. 52, Nr. 3, 1902, ISSN 0084-5647, S. 171–194 (Online [PDF; 5,9 MB]).
- Eine neue Staphyliniden-Gattung der Tribus Aleocharini. In: Verhandlungen der k. k. zoologisch-botanischen Gesellschaft in Wien. Jg. 52, Nr. 5, 1902, ISSN 0084-5647, S. 304 f.
- Revision der paläarktischen Arten der Staphyliniden-Gattungen Anthophagus Gravh. und Hygrogeus Rey. In: Verhandlungen der k. k. zoologisch-botanischen Gesellschaft in Wien. Jg. 52, Nr. 8, 1902, ISSN 0084-5647, S. 505–530.
- Revision der paläarktischen Arten der Staphylinidengattung Geodromicus Redtenb. In: Verhandlungen der k. k. zoologisch-botanischen Gesellschaft in Wien. Jg. 53, Nr. 2, 1903, ISSN 0084-5647, S. 103–117 (Online [PDF; 3,7 MB]).
- Revision der paläarktischen Arten der Staphylinidengattung Lesteva Fabr. In: Verhandlungen der k. k. zoologisch-botanischen Gesellschaft in Wien. Jg. 53, Nr. 3/4, 1903, ISSN 0084-5647, S. 179–197 (Online [PDF; 4,6 MB]).
- Eine neue Art der Staphyliniden-Gattung Tachyporus Gravh. In: Verhandlungen der k. k. zoologisch-botanischen Gesellschaft in Wien. Jg. 53, Nr. 3/4, 1903, ISSN 0084-5647, S. 197 f. (Online [PDF; 881 kB]).
- Eine neue Art der Staphyliniden-Gattung Bryoporus Kraatz. In: Verhandlungen der k. k. zoologisch-botanischen Gesellschaft in Wien. Jg. 53, Nr. 3/4, 1903, ISSN 0084-5647, S. 237 (Online [PDF; 425 kB]).
- Eine neue Art der Staphyliniden-Gattung Philonthus Curtis aus Mitteleuropa. In: Verhandlungen der k. k. zoologisch-botanischen Gesellschaft in Wien. Jg. 53, Nr. 7, 1903, ISSN 0084-5647, S. 386.
- Zwei neue Käferarten aus Russisch-Cantral-Asien. In: Münchener koleopterologische Zeitschrift. Band 2, Nr. 1, 1904, S. 69 f.
- Revision der paläarktischen Arten der Staphyliniden-Gattung Olophrum Er. In: Verhandlungen der kaiserlich-königlichen zoologisch-botanischen Gesellschaft in Wien. Jg. 55, Nr. 1/2, 1905, ISSN 0084-5647, S. 33–47 (Online [PDF; 3,4 MB]).
- Revision der paläarktischen Arten der Staphyliniden-Gattung Lathrimaeum Er. In: Verhandlungen der kaiserlich-königlichen zoologisch-botanischen Gesellschaft in Wien. Jg. 55, Nr. 1/2, 1905, ISSN 0084-5647, S. 53–69 (Online [PDF; 3,4 MB]).
- Revision der paläarktischen Arten der Staphyliniden-Gattung Acidota Steph. In: Verhandlungen der kaiserlich-königlichen zoologisch-botanischen Gesellschaft in Wien. Jg. 55, Nr. 1/2, 1905, ISSN 0084-5647, S. 69–79 (Online [PDF; 2,6 MB]).
- Die paläarktischen Arten der Staphyliniden-Gattungen Deliphrum Er., Phyllodrepoidea Ganglb. und Mannerheimia Mäkl. In: Verhandlungen der kaiserlich-königlichen zoologisch-botanischen Gesellschaft in Wien. Jg. 55, Nr. 3/4, 1905, ISSN 0084-5647, S. 241–256 (Online [PDF; 3,5 MB]).
- Revision der paläarktischen Arten der Staphyliniden-Genera: Xylodromus, Omalium, Phyllodrepa, Hypopycna, Dialycera, Pycnoglypta und Phloeonomus. In: Verhandlungen der k. k. zoologisch-botanischen Gesellschaft in Wien. Jg. 56, Nr. 8/9, 1906, ISSN 0084-5647, S. 485–602 (Online [PDF; 26,2 MB]).
- Eine neue Art der Staphylinidengattung Bryoporus Kraatz. In: Verhandlungen der kaiserlich-königlichen zoologisch-botanischen Gesellschaft in Wien. Jg. 58, Nr. 2/3, 1908, ISSN 0084-5647, S. 42 (Online [PDF; 440 kB]).
- Neue paläarktische Arten der Staphyliniden-Gattung Anthobium Steph. In: Verhandlungen der kaiserlich-königlichen zoologisch-botanischen Gesellschaft in Wien. Jg. 60, Nr. 4/5, 1910, ISSN 0084-5647, S. 226–245 (Online [PDF; 4,5 MB]).
- Zwei neue paläarktische Arten der Staphylinidengattung Scopaeus Kraatz. In: Verhandlungen der kaiserlich-königlichen zoologisch-botanischen Gesellschaft in Wien. Jg. 60, Nr. 7/8, 1910, ISSN 0084-5647, S. 393 f. (Online [PDF; 862 kB]).
- Eine neue Art der Staphylinidengattung Phyllodrepa Thoms. In: Verhandlungen der kaiserlich-königlichen zoologisch-botanischen Gesellschaft in Wien. Jg. 60, Nr. 7/8, 1910, ISSN 0084-5647, S. 394 f. (Online [PDF; 396 kB]).
- Bemerkungen zur Staphylinidenstudie des Herrn Jatzentkovsky. (Rev. Russ. d'Ent., 1910, 80–85.). In: Verhandlungen der kaiserlich-königlichen zoologisch-botanischen Gesellschaft in Wien. Jg. 61, Nr. 3/4, 1911, ISSN 0084-5647, S. 129 f.
- Zwei neue Arten der Staphyliniden-Gattung Lathrimaeum Er. In: Verhandlungen der kaiserlich-königlichen zoologisch-botanischen Gesellschaft in Wien. Jg. 61, Nr. 7/8, 1911, ISSN 0084-5647, S. 293–295 (Online [PDF; 907 kB]).
- Zwei neue Arten der Staphyliniden-Gattungen Mycetoporus Mannh. und Anthobium Steph. In: Verhandlungen der kaiserlich-königlichen zoologisch-botanischen Gesellschaft in Wien. Jg. 61, Nr. 7/8, 1911, ISSN 0084-5647, S. 332–334 (Online [PDF; 838 kB]).
- Eine neue Art der Staphyliniden-Gattung Medon Steph. (Micromedon nov. subg.). In: Verhandlungen der kaiserlich-königlichen zoologisch-botanischen Gesellschaft in Wien. Jg. 61, Nr. 9/10, 1912, ISSN 0084-5647, S. 396.
- Eine neue Art der Staphyliniden-Gattungen Philonthus Steph. In: Verhandlungen der kaiserlich-königlichen zoologisch-botanischen Gesellschaft in Wien. Jg. 61, Nr. 9/10, 1912, ISSN 0084-5647, S. 460 (Online [PDF; 241 kB]).